# الاحتلال البرتغالي للبحرين
جرى احتلال البحرين بعد حملة بحرية عسكرية قام بها البرتغاليون سنة 1521م/927هـ لاحتلال جزر البحرين، وانتزاعها من الجبور. وقد أظهر البرتغاليين عزمهم في احتلال البحرين بسبب وجود مغاصات اللؤلؤ التي تدر أرباحًا وفيرة، قدرها توران شاه ملك هرمز بحوالي 40 ألف أشرفي، فشنوا عددًا من الهجمات على تجارة اللؤلؤ الخاصة للجبور. وفي النهاية جردوا حملة لانتزاع البحرين من الجبور وإعطائها لمملكة هرمز الخاضعة لهم.

## البداية
أظهر البرتغاليين عزمهم في احتلال البحرين لوجود مغاصات اللؤلؤ التي تدر أرباحًا وفيرة، قدرها توران شاه ملك هرمز بحوالي 40 ألف أشرفي. فشنوا عددًا من الهجمات على تجارة اللؤلؤ الخاصة للجبور، وذكرت المصادر أنهم نهبوا سفينة داخل مياه الخليج العربي كانت قادمة من البحرين وعليها حمولة من اللؤلؤ سنة 1509. وردًا لذلك قام الجبور باستهداف السفن البرتغالية والهرمزية مما أدى إلى حالة من الفوضى وانتشار القرصنة في مياه الخليج. فقرر خوجا عطار التوجه بنفسه في حملة تهدف إلى إخضاع البحرين، فسمح البوكيرك له بقيادة الحملة سنة 917هـ/1511م، وقد نجح في انتزاع البحرين من الدولة الجبرية عن طريق خيانة أحد مساعدي مقرن بن زامل، إلا أنهم أُجبِر على الانسحاب بعد أن هدد الجبور باحتلال سواحل عمان الخاضعة لسلطان هرمز. وفي يوليو 1514م/920هـ حاول بيرو البوكيرك احتلال البحرين ولكنه فشل. وكان هو أول برتغالي يقترب من البحرين. هنا أدرك البرتغاليون وحكام مملكة هرمز أن الاستيلاء على البحرين بمفردهما سيكون مشروعًا فاشلا، لأنها خاضعة لحكم الإمارة الجبرية القوية التي تحكم إقليم البحرين وعمان الداخل وحتى بلاد الحجاز.
كان أمراء الجبور يدفعون ضريبة سنوية لهرمز مقابل تملكهم البحرين، ولكنهم استغلوا احتلال البرتغال الثاني لهرمز سنة 1515م فبدأوا بالمماطلة بتسديد الضرائب حسب شروط الاتفاقية بينهم وبين هرمز منذ أيام الأمير أجود بن زامل، فبدا انكشاف العجز المالي الذي يواجه الخزينة الهرمزية. لذا لجأ الهرامزة إلى البرتغاليين يحرضونهم على غزو البحرين والقطيف لاستعادتها واسترجاع الضرائب المتأخرة لفائدة الطرفين الهرمزي والبرتغالي، وتنفيذا لبنود الاتفاق بينهما يلزم البرتغال بالدفاع عن مملكة هرمز وممتلكاتها ضد أعدائها. وبالنظر إلى تجاربهم السابقة كان البرتغاليون يدركون صعوبة التوغل في مياه الخليج العربي الضحلة، ويرغبون في الاستعانة ببراعة بحارة هرمز في معرفة الطرق البحرية من جهة، ومن جهة أخرى كان لتغطية نقصهم العددي، لأنهم يعلمون أنهم لايمكنهم قهر الجبور برًا لتفوقهم في العمق الاستراتيجي القبلي.

## الحملة الأولى على البحرين 1520
في 926هـ/ سبتمبر 1520م استغل البرتغاليون فرصة غياب الأمير مقرن الجبري إلى الحج لغزو جزر البحرين بالاتفاق مع ملك هرمز «توران شاه»، فحشدوا في هرمز قوات كبيرة جندوها من سواحل الخليج الأخرى، ويدعمها الأسطول البرتغالي بقيادة «جومز ديسوتا مايور». وقوام الأسطول ثلاث سفن شراعية برتغالية بمدافعها تحمل 120 بحارًا، و40 سفينة هرمزية ذات مجاديف وتحمل 1200 جندي، وأخذوا معهم بعض الخيول لاستخدامها في المعارك البرية.
وقد واجه هذا الهجوم الشيخ حميد ابن أخت الأمير مقرن ومعه أهل البحرين، فقاد مقاومة شديدة ضد الحملة البرتغالية، وعطل نزول الجنود إلى البر. كما أدى هبوب الرياح والعواصف غير المتوقعة إلى تشتيت السفن الصغيرة للإنزال الأولي. لذا فقد أحبطت المحاولة الأولى على البحرين. وعلى الرغم من أن القائد سوتا مايور انتظر حوالي 13 يومًا في البحر قبالة سواحل البحرين وصول النجدة ومعها أسلحة وقنابل المدافع لدعم قواته، إلا أنها لم تصل أبدًا، فاضطر لكي يعود أدراجه إلى هرمز. وفشلت الحملة البرتغالية الآولى من تحقيق أهدافها.
وهناك رواية أخرى تذكر بأن الإسطول المهاجم قد تشتت بفعل الرياح الغربية، واضطرت معظم سفنه إلى العودة أدراجها إلى هرمز، بينما تمكنت سفينة القائد البرتغالي من الوصول إلى البحرين وبصحبتها حصانين على متن أحد زوارق التجديف، وبعض الجنود الهرمزيين. وقد بقي جومز في عرض البحر لمدة ثلاثة عشر يوما بانتظار وصول باقي قطع الأسطول، وعندما لم ير أي أثر لها قرر النزول لاستكشاف الجزيرة بنفسه، وأصدر أوامره بنزول ستين جنديًا هرمزيًا وستة جنود مدفعية برتغاليون وحصانًا واحدًا لاستخدامه الخاص. وقد فوجئ جومز لدى نزوله إلى الجزيرة بعدم وجود أي مقاومة، فتوغل في الجزيرة حتى وصل مسجد الخميس، ثم عادت القوة إلى سفنها، ويعزو المؤرخون البرتغاليون عدم وجود المقاومة إلى غياب معظم وجهاء البحرين في صحبة الأمير مقرن الذي كان في مكة يؤدي مناسك الحج. وقد أكد ابن إياس أن الأمير مقرن كان في الحج في تلك الفترة.

## الحملة الثانية على البحرين 1521

### استعدادات الأمير مقرن لمواجهة الغزو البرتغالي

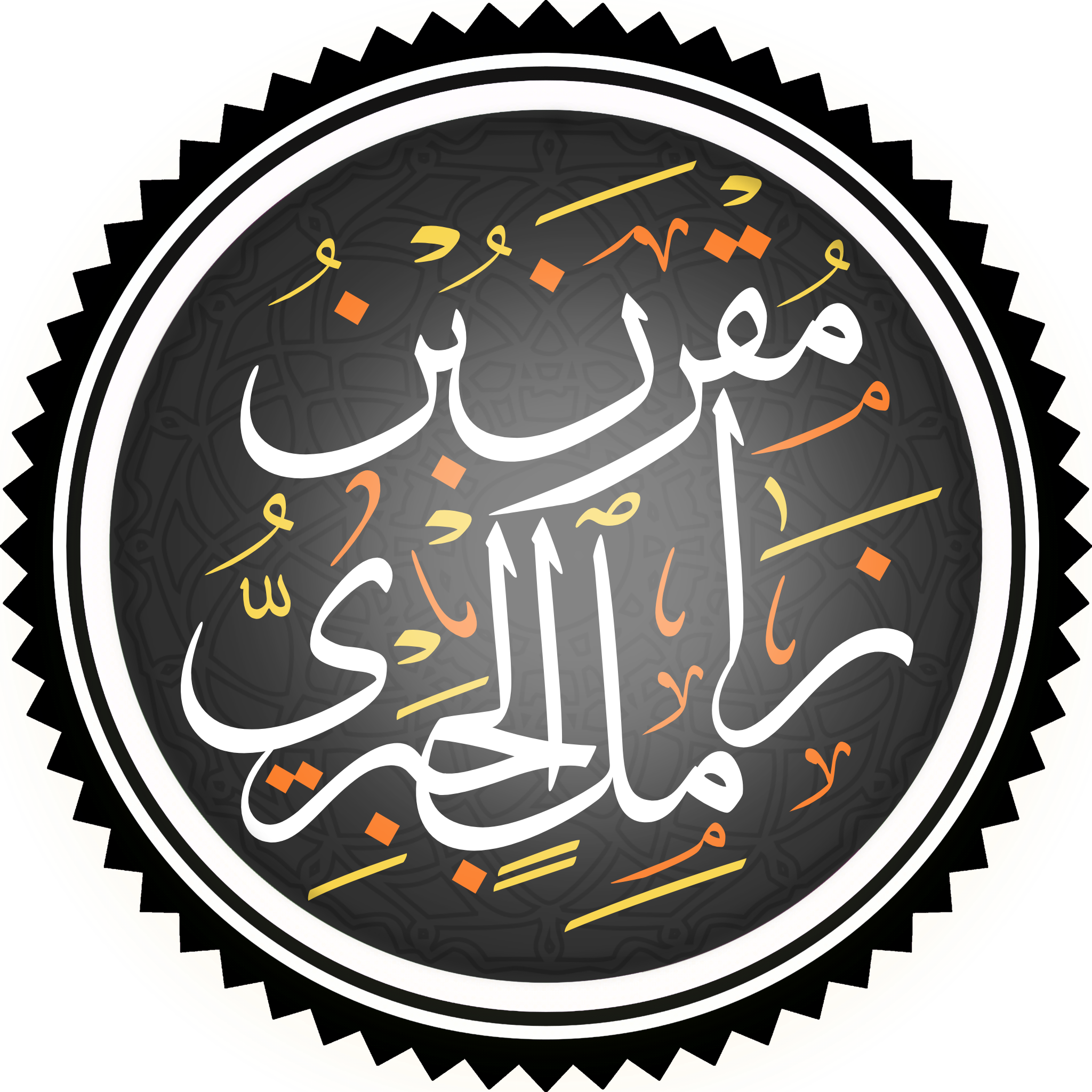
تخطيط اسم مقرن بن زامل الجبري بخط الثُّلُث.

عندما وصله خبر الاستعداد البرتغالي لغزو البحرين وهو في الحج، ألقى الأمير مقرن بن زامل قصيدة طالبًا الدعم من المسلمين وأمرائهم الموجودين في مكة من أجل المساعدة في الوقوف أمام الغزو البرتغالي لأراضي الجزيرة العربية. ثم رجع إلى بلاده بعد الحج بسرعة لعمل الاستعدادات والتحصينات اللازمة لمواجهة الحملة البرتغالية الهرمزية على بلاده.
بدأت الاستعدادات بإعادة بناء سور قلعة البحرين، وبنى حاجزًا كبيرًا من الجص والجير عرضه متران ونصف، وجعل مقدمته من جذوع النخل ليقوم مقام السور المنيع قبالة الواجهة البحرية للقلعة لحماية المدينة (يعتقد أنها المنامة القديمة)، كما وضع المتاريس على الساحل أمام قلعة البحرين حيث المياه الضحلة لمنع البرتغاليين من النزول إلى ذلك المكان، ويبدو أن الأمير مقرن كان يتوقع نزولهم إلى تلك المياه التي أمام القلعة، حيث يسهل عبورها وقت الجزر للوصول إلى اليابسة. وقد صدق الأمير حدسه في ذلك. كما بنى الأمير مقرن سورًا ثانيا بالداخل ملاصقًا للقلعة من جذوع النخل وجعل فيه ثلاث فتحات تطل على البحر، حيث تغلق تلك الفتحات بمجرد وصول القوات البرتغالية. كما أنشأ العديد من الخوازيق والخنادق والمتاريس حول القلعة وداخلها، وقد أكد المؤرخ البرتغالي باروس بعبقرية تلك الجهود قائلًا:«إن القائد مقرن يعرف مايفعله، وهو قائد عسكري وضابط كبير».
أما الاستعدادات القنالية، فقد جهز مقرن -حسب المصادر البرتغالية- أكثر من 11,000 مقاتل مزودين بمختلف الأسلحة، و300 فارس و400 من رماة السهام و20 تركيًا من حملة البنادق (التفنكجية).

### الاستعدادات البرتغالية
أصدر الحاكم البرتغالي العام في الهند ديوغو لوبيز دي سيكويرا أوامره باحتلال البحرين وإعادة ضمها إلى مملكة هرمز، وكلف ابن أخيه أنطونيو كوريا بقيادة تلك الحملة. فحرص كوريا على أن تكون حملة هذه السنة كبيرة وقوية كي لاتفشل كما حدث لحملة 1520 التي سبقتها. وقد أعد لهذا الغرض قسمين:
- قسم أعده البرتغاليون بأنفسهم، ويحتوي على سبع سفن برتغالية كبيرة بمدفعيتها، وبها 400 محارب برتغالي بقيادة كوريا وأخيه.[25]
- قسم أعده الهرمزيون بأنفسهم، باعتبارهم أصحاب فكرة ضم البحرين للحصول على عوائدها. ويحتوي على 200 مركب صغير عليها 3000 محارب من الفرس والعرب التابعين لأمير هرمز، بقيادة الرايس شرف الدين.

وتحركت تلك الحملة يوم 15 يوليو 1521/927هـ نحو البحرين، إلا أنها تأخرت في البحر بسبب الرياح العاتية والعواصف، وخسر البرتغاليون بعض الجنود والهرمزيون خسروا جنودًا وقوارب لهم. وبالنهاية وصلت البرتغاليون يوم 21 يوليو 1521، وتأخر الهرمزيون بالوصول إلى يوم 27 يوليو.

## المعركة

### ماقبل المعركة
عندما وصل كوريا بإسطوله سواحل البحرين، أخبرته فرق الاستطلاع أن قوات مقرن متحصنة خلف أسوار القلعة، فانتظر وصول القوات الهرمزية، بينما لجأ بسفنه إلى مكان آمن عند بعض الجزر غير البعيدة عن البحرين كي يحتمي بها عن الأعاصير. وعندما تأخر وصول المدد إليه نزل إلى البر البحريني، فوقعت مناوشات صغيرة حين تصدت له قوة متقدمة من الجبور، ولم تسفر تلك المناوشات عن شيء وجن الليل. فانتظر حتى الصباح كي يصبح البحر جزرًا فيعود هو وجنوده إلى سفنهم. وبالنهاية وصل الإسطول الهرمزي يوم 27 يوليو، وسبب تأخرها ستة أيام يعود إلى سببين:
- عدم معرفة القائد كوريا بمسالك ودروب البحرين البحرية.[28][29]
- السبب الآخر هو انتظار كوريا لتلك الفترة حتى تصل قطع الإسطول الهرمزي الصغير الذي تشتت في البحر بسبب الرياح الشديدة، لأنه لايمكنه خوض المعركة بمفرده.[26]

### اندلاع المعركة
في يوم 27 يوليو 1521 هاجمت القوات البرتغالية مجتمعة في تشكيلات مختلفة السور الذي أقامه الأمير مقرن أمام الساحل المواجه لجبهة القتال، بعد أن ظلوا يدكون السور بالمدافع قبل نزولهم إلى البر. وخوفا من خيانة جنود هرمز -لعدم ثقة البرتغاليين بهم- فقد أمرهم أنطونيو كوريا بأن يبقوا في المراكب قريبًا من الساحل إلى أن يرسل إليهم إشارة النزول.
نزل البرتغاليون إلى البر أمام القلعة، وعبروا الخندق المحيط بالقلعة بعد أن غاصت ركبهم في مياهه. وتسلقوا الحائط الذي أقامه مقرن الذي تضرر من قصف المدافع، وكان مع أنطونيو حوالي 170 مقاتل وبجانبه أخوه ومعه 50 فارسًا. وعندها انسحبت قوات مقرن ولجأت إلى المدينة حسب المخطط المدروس. فظن البرتغاليون أنهم انتصروا فعلًا، فطاردوا قوات مقرن نحو المدينة. فعندئذ قامت مجموعة أخرى من قوات مقرن بالالتفاف حولهم، وحاصروا البرتغاليين بين المدينة والسور الخارجي للقلعة، وبدا الرمي عليهم من قبل الفرقة المنسحبة والفرقة التي فاجاتهم عند السور الخارجي، ودار قتال عنيف تكبد فيه البرتغاليون عددًا كبيرًا من القتلى. فكان موقف كوريا صعبًا جدًا، حتى أنه أصيب بجرح في ذراعه اليمنى. فجنود مقرن من جهة والبحر من جهة ثانية.
تضيف المصادر البرتغالية التي كتبت عن المعركة -ونقل عنها جميع الكتاب المعاصرين- بانها كانت حاسمة وصعبة لأنطونيو كوريا. فقد كان يطوف بين جنوده ويشجعهم على الصمود، واقتحام سور القلعة للخروج من الحصار، وكان الجنود قد أصابهم السأم والتعب والإرهاق الشديد. ذلك أن المعركة جرت في حر الصيف الساخن، واستمرت لأكثر من يوم، وكانت تتوقف أحيانًا بسبب شدة الحرارة، ثم يعاود الطرفان الهجوم والهجوم المضاد.
وإثناء فترة توقف القتال بسبب الحر الشديد -كما يقول سلفا- تقدم رئيس الهرامزة شرف الدين بخطة تتضمن إعداد مئتي هرمزي من خيرة رماة السهام، وتوكل إليهم مهمة واحدة وهي رمي قادة الميدان في جيش مقرن بالسهام المسمومة، حتى يؤثر ذلك على الجنود المرتبطين بهؤلاء القادة، ومن ثم بقية الجيش. وفعلا تسللت تلك المجموعة تحت غطاء نيران المدفعية البرتغالية واندست بين أشجار البساتين القلعة الكثيفة، وبدأت باقتناص قادة جيش مقرن وهم على أسوار القلعة المواجهة للبحر، فقتلوا الكثير منهم، مما زاد من تدهور جيش الجبور. ولكن طالت ساعات القتال فازداد تعب القوات البرتغالية التي لم تعتد على مثل تلك الحروب مع العرب في الخليج، وازداد اضطرابهم بعد جرح قائدهم أنطونيو كوريا، فبدا لدى القوات البرتغالية فكرة الرضوخ بالهزيمة والانسحاب خاصة بعد أن كثر الجرحى بين صفوفهم، ولكن ظهرت مفاجأة وهي إصابة الأمير مقرن بطلق ناري في رأسه وقيل في كتفه أو فخذه (وقيل قذيفة مدفع)، نقل على أثرها إلى أحد المساجد خلف ميدان القتال. واستلم الشيخ حميد ابن أخته قيادة الجيش، إلا أن وفاة الأمير مقرن بعد ثلاثة أيام -وقيل ستة أيام- كان له وقع الصاعقة، فانهارت معنويات جيشه ودبت روح الهزيمة في صفوفهم، وارتفعت معنويات البرتغاليون المنهارة، وشجعهم على مواصلة القتال، خاصة بعد فرار العديد من جنود الجيش الجبوري من أرض المعركة.
لم تتوقف المعارك مباشرة بعد موت الأمير مقرن، ولكن نظرًا لإنهيار المعنويات قرر الشيخ حميد سحب ماتبقى من قوات الجبور إلى القطيف ريثما تتمكن من إعادة تنظيم صفوفها من جديد وتستعيد قدرتها. وقد حال الإعياء والإنهاك في صفوف الجيش البرتغالي وكثرة الإصابات بينهم من مطاردة أهالي البحرين وجنود مقرن، فطلب أنطونيو من شرف الدين القيام بتلك المهمة. وقد حرص الشيخ حميد أثناء انسحابه أن ينقل معه جثمان خاله الأمير مقرن الجبري ليدفنه في الإحساء، ولكن ماأن توسطت سفن الجبور مياه الخليج حتى طاردتها سفن الهرامزة بقيادة الوزير شرف الدين الذي قرر أن يستولي على جثمان الأمير مقرن، وتم له ماأراد بعد ملاحقة سفن الجبور وقام بقطع رأس الجثمان وحملها معه إلى هرمز. وقيل أن أنطونيو هو الذي أمسك بالسفينة المقلة للجثمان وأنه هو الذي احتز رأسه.

## ما بعد المعركة

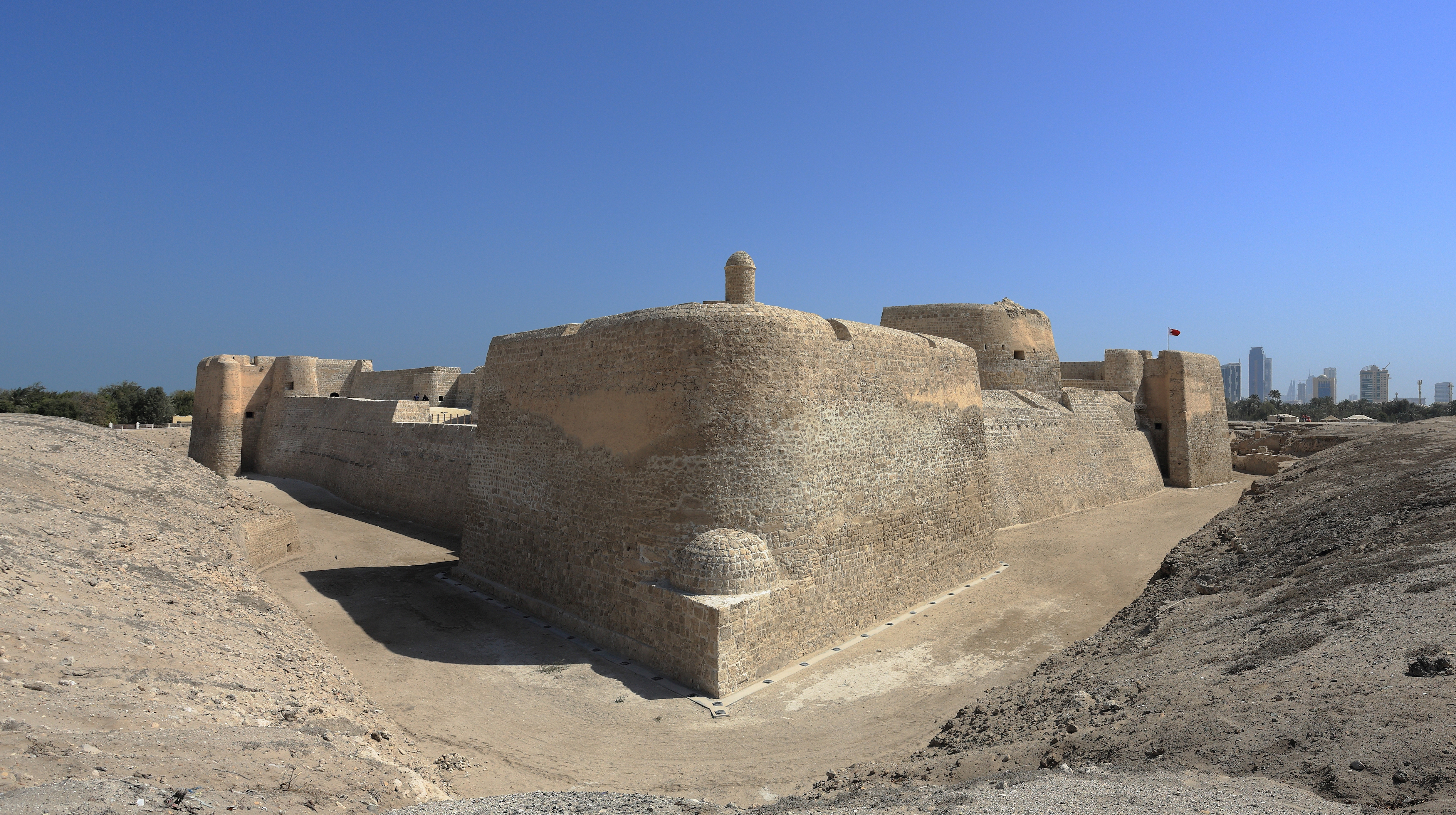
قلعة البحرين

بعد هزيمة القوات الجبرية وانسحابهم من البحرين، دخلت القوات البرتغالية البحرين واحتلوا قلعتها، حيث عاثوا في مدينة المنامة سلبًا ونهبًا، رغم أن أنطونيو كوريا منعهم من التعرض للتجار الأغراب ولبضائعهم، كي يمكنهم من العودة لمزاولة تجارتهم في البحرين، فهو لا يريد الجزيرة بدون تجارة. وبعدها قام أنطونيو كوريا بتسليم قلعة البحرين إلى الهرامزة، باعتبارهم المسئولين عن تحصيل الضرائب. وحدد ضريبة سنوية على البحرين بحوالي 400 دوكات، ووضع في القلعة حامية هرمزية مكونة من 100 رجل، ونصب شرف الدين ابن أخيه وصهره بدر الدين فالي مسئولا عن تلك القلعة.
ولكن بعد أيام قليلة من نهاية المعركة تفاوض سرًا الشيخ حميد الذي ذهب إلى القطيف ووجهاء البحرين مع أنطونيو كوريا، وأبدوا استعدادهم للخضوع لملك البرتغال مقابل تعيين حاكم عربي على الجزيرة، وذلك لكراهيتهم لملك هرمز. وبناء على ذلك تم ابرام اتفاق تضمنت بنوده: العفو عن الجبور وتعيين حاكم عربي من الأهالي على الجزيرة يدعى (Bucar) بكر أو بركات أو بشير أو أبو بكر.
بعد أن استتب لهم الأمر في البحرين، عبر الوزير شرف الدين إلى القطيف وأقام فيها عدة أيام، ووضع فيها حامية صغيرة في حصنها، وبذلك خضعت القطيف للحكم الهرمزي. وعند مضي بعض الوقت تمكن من تنصيب ابن أخيه بدر الدين فالي حاكمًا على البحرين. وبذلك عادت السيطرة الهرمزية الكاملة على البحرين، وأصبحت أسرة آل فالي هم سادة الموقف في البحرين.
وفي شهر أغسطس من 1521م أبحر انطونيو كوريا متجهًا إلى غوا لمقابلة حاكم الهند دي سكويرا الذي أقر جميع القرارات والإجراءات الإدارية باستثناء انفراد الهرمزيين بمسؤولية جمع الضرائب، فأمر بتعيين موظفي الجمارك من البرتغاليين في البحرين وعمان، وتم تأسيس مركز جمرك برتغالي في البحرين بإشراف إدارة برتغالية بحتة لجمع الضرائب، مما أثر على اقتصاد هرمز وتبين للملك الهرمزي تورنشاه أن موقفهم من احتلال البحرين ذهب بلا معنى ولا فائدة تذكر. مما أثار سخط وحفيظة الهرمزيين، وأشعل ثورة سميت بثورة الجمارك.